# Louis Auquier
Pour les articles homonymes, voir Auquier.
Louis-Auguste Auquier est médecin et professeur de médecine français né le 4 mai 1918 à Alger et mort le 12 novembre 2007 à Paris.
Il est spécialiste de rhumatologie,.
Il est président de l'université Paris-Descartes de 1981 à 1989 et secrétaire perpétuel de l'Académie nationale de médecine de 1999 à 2003.

## Biographie

### Formation et recherche
Il nait le 4 mai 1918 à Alger d'un père médecin militaire,. Il fait ses études secondaires à Marseille, dans un établissement dominicain.
En 1981, il est élu président de l'université Paris-V, future université Paris-Descartes,.
Il soutient sa thèse de médecine sur l'élimination de l'acide urique en 1948 puis est agrégé de médecine en 1958,.
En 1969, il dirige le service de rhumatologie de l'Hôpital Ambroise-Paré,.
En 1990, il est nommé membre de l'Académie nationale de médecine, puis secrétaire perpétuel en 1999 jusqu'en 2003. Il en est nommé membre émérite en 2005.

### Vie privée
En 1946, il se marie à Jacqueline Parguel. Ils eurent trois fils.

## Décorations
- Chevalier de la Légion d'honneur le 31 décembre 2002[12]
- Chevalier de l'ordre national du Mérite

## Hommages
L'Académie nationale de médecine lui publie un éloge le 10 juin 2008.
En 1996, le prix Fauvert de l'Assistance publique des hôpitaux de Paris consacré à la recherche est renommé prix Auquier,,.
Il est fait docteur honoris causa de l'université de Tel-Aviv en 1983 et de l'université de Shangaï II.